# Piksel śledzący
Piksel śledzący (także piksel wyświetleń, z ang. web beacon lub web bug) – technika umożliwiająca w często niezauważalny sposób na poinformowanie właściciela danej zawartości, że została ona odwiedzona przez poszczególną osobę. Piksele śledzące mogą służyć za jedną z technik śledzenia internautów, tuż obok generowania cyfrowych odcisków palców (fingerprinting), stosowania identyfikatorów unikalnych w plikach cookies czy systemu od Google o nazwie Federated Learning of Cohorts.
W 2017 roku firmy Google, Microsoft oraz Compuware wydały na łamach W3C propozycję wdrożenia Beacon API jako standardu dla programistów stron internetowych, którzy mogliby wdrażać technikę podobną do pikseli śledzących, z tym że taka technika działałaby niezależnie od reszty strony internetowej.
Jednym z najpopularniejszych pikseli śledzących jest Facebook Pixel, który według danych BuiltWith jest stosowany na 4,45 mln stron internetowych, aktywnych na listopad 2024 roku. Przedstawiciele wyszukiwarki internetowej Peekr z kolei szacują, że na 26,3 mln sprawdzonych dokumentów (podstron) piksel Facebooka może znajdować się na około 2,7% z nich.

## Działanie
Piksele śledzące to obrazki o rozdzielczości 1 na 1 piksela, które mogą służyć do celów analitycznych w odniesieniu do stron internetowych lub konwersacji e-mailowych. Przykładowy znacznik w HTML może prezentować się następująco:
```
<
img
 
src
=
"https://example.com/ad/pixel.quicken/NEW"
 
width
=
1
 
height
=
1
 
border
=
0
>

```

Gdy załadowanie takiego obrazka przez przeglądarkę internetową zostanie zażądane, wysyłane są dane, takie jak:
- adres IP,
- data i czas realizacji żądania;
- dokładna ścieżka takiego piksela (w powyższym przykładzie będzie to /ad/pixel.quicken/NEW);
- dokładna ścieżka wraz z domeną danej strony internetowej;
- identyfikator przeglądarki (user agent);
- pliki cookies wygenerowane przez daną stronę internetową[10].

Informacje te są pobierane z nagłówków klienta w żądaniu HTTP. Takie informacje mogą być przydatne dla celów analitycznych, ale i też sieci reklamowych, które potem mogłyby z większą precyzją pokazać użytkownikowi poszczególny rodzaj reklamy.
Informacje pochodzące z piksela śledzącego zawierane w wiadomościach e-mailowych ograniczają się wyłącznie do przechwytywania informacji na temat:
- samego faktu otwarcia wiadomości;
- momentu, kiedy to nastąpiło;
- adresu IP[12].

Użytkownicy poczty elektronicznej mogą chronić swoją prywatność przed pikselami śledzącymi poprzez konfigurację klienta pocztowego w sposób uniemożliwiający automatyczne ładowanie zewnętrznych zasobów. Alternatywnie, mogą wybrać wyświetlanie wiadomości w formacie tekstowym (plain-text), który nie obsługuje kodu HTML.

## Opinie na temat stosowania pikseli śledzących
Popierający użycie pikseli śledzących sugerują, że mogą one wpływać pozytywnie na przyszłe techniki marketingowe. Jednak cyberprzestępcy mogą wykorzystać informacje pochodzące z pikseli śledzących do tworzenia kampanii phishingowych.
Urząd Ochrony Danych Osobowych Austrii (DSB) uznał, że piksel śledzący Facebooka bezpośrednio narusza RODO i decyzję pn. „Schrems II” dotyczącą transatlantyckich przepływów danych.